# Apl.de.ap
apl.de.ap, pseudonimo di Allan Pineda Lindo (Angeles, 28 novembre 1974), è un rapper filippino naturalizzato statunitense, membro del gruppo musicale Black Eyed Peas.

## Biografia
Figlio di madre filippina e padre afroamericano. A dodici anni circa è stato adottato e si è trasferito a Los Angeles, dove ha conosciuto will.i.am con cui forma nel 1992 il gruppo Atban Klann. Nel 1995 si uniscono al gruppo Taboo e Kim Hill (cui succederà nel 2003 Fergie), e cambiano il nome in Black Eyed Peas.
Fa una delle sue prime apparizioni, insieme a Will.i.am, nella canzone del 1992 Merry Muthaphukkin' Xmas di Eazy-E, contenuta nell'album 5150 Home 4 tha Sick.
Apl ha fondato un'associazione benefica intenta a sostenere i poveri.
L'artista ha rivelato di soffrire di nistagmo, ossia il movimento involontario dei bulbi oculari. Questo fenomeno causa problemi visivi, vertigini, nausea, cefalea, irritabilità. Nel 2012 si è sottoposto ad un intervento chirurgico correttivo grazie al quale sono state posizionate delle lenti correttive.
Nel 2008 apl.de.ap debutta come solista con i due singoli Take me to the Philipines e Mama Filipina. Nel 2009, con il ritorno in scena dei Black Eyed Peas, sospende la carriera da solista.
Nel 2011 pubblica un terzo singolo dal suo progetto discografico. Il singolo si chiama We Can Be Anything, pubblicato in contemporanea alla sua campagna omonima per l'istruzione nelle Filippine. Nell'Autunno 2011 pubblica un quarto singolo intitolato You Can Dream. Il suo primo album, U Can Dream, è pubblicato nel 2012. A fine 2011 esce il video del quinto singolo, We Be Workin', che però viene pubblicato solo nel giugno 2012. Un sesto singolo, Heroes, vede la luce nell'autunno 2012.

## Discografia

### Da solista
Album in studio
- 2012 – U Can Dream

Singoli
- 2008 – Take Me to the Philipines
- 2008 – Mama Filipina
- 2011 – We Can Be Anything
- 2011 – You Can Dream
- 2012 – We Be Workin'
- 2012 – Heroes

### Con i Black Eyed Peas
- 1998 – Behind the Front
- 2000 – Bridging the Gap
- 2003 – Elephunk
- 2005 – Monkey Business
- 2009 – The E.N.D.
- 2010 – The Beginning
- 2018 – Masters of the Sun Vol. 1
- 2020 – Translation

## Filmografia
- 2005 – Be Cool – sé stesso